# St. Rupertus und Laurentius

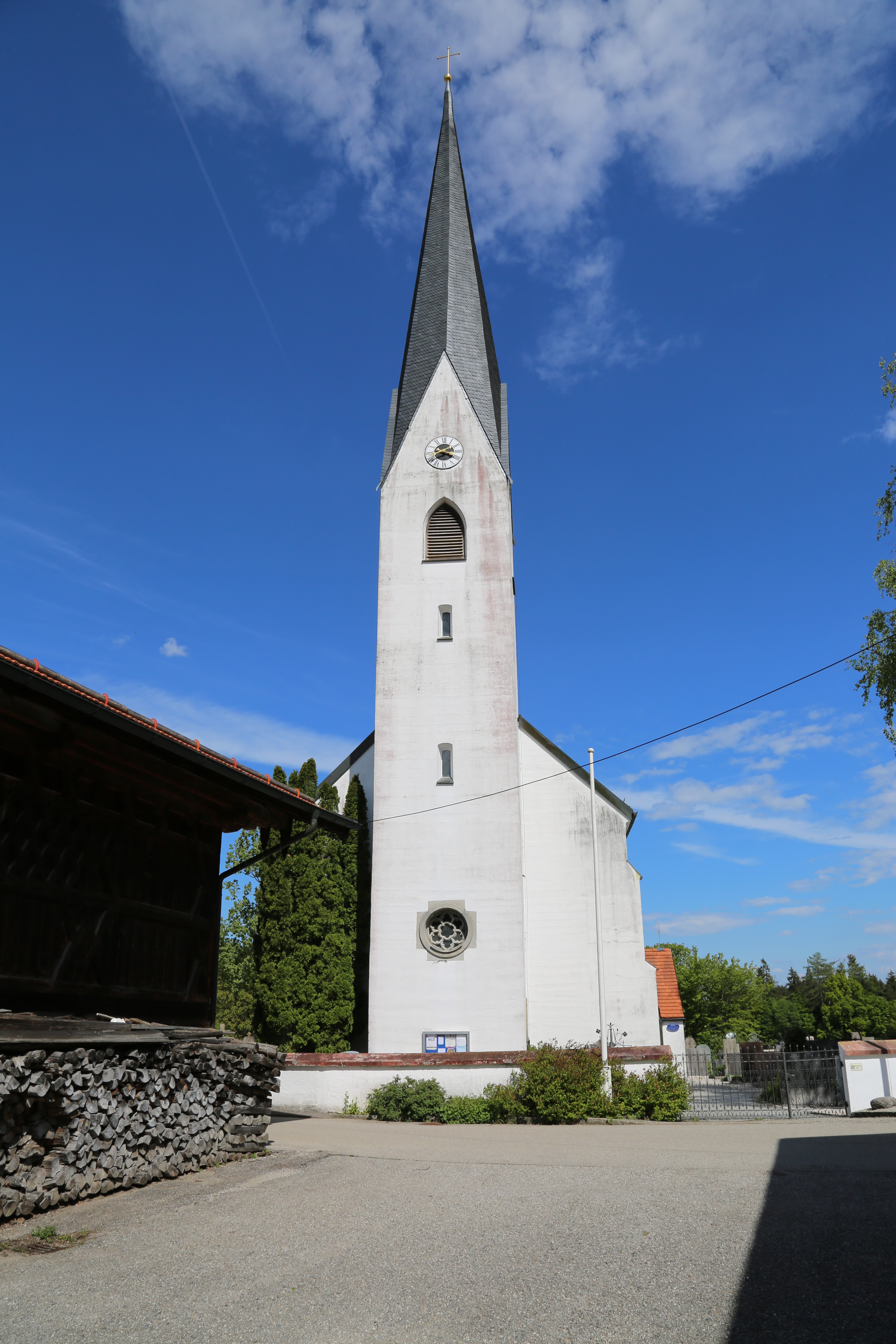
St. Rupertus und Laurentius in Stephanskirchen

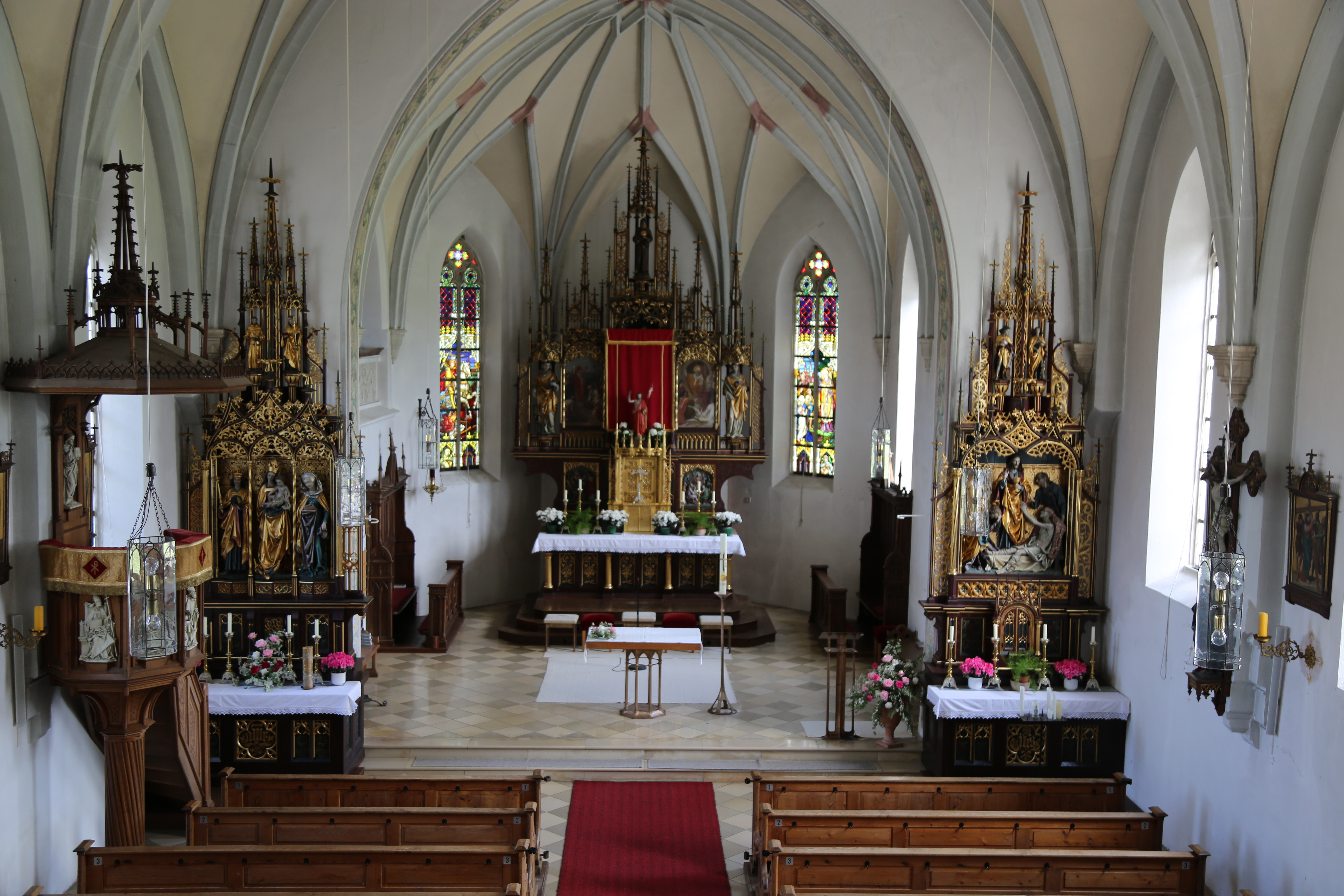
Innenraum

Die römisch-katholische Kirche der Quasipfarrei St. Rupertus und Laurentius steht in Stephanskirchen, einem Gemeindeteil des Marktes Bad Endorf im oberbayerischen Landkreis Rosenheim. Sie ist in der Liste der Baudenkmäler in Bad Endorf als Baudenkmal unter der Nummer D-1-87-128-51 eingetragen. Die Kirche gehört zum Dekanat Rosenheim im Erzbistum München und Freising.

## Geschichte
Der Name des Ortes weist auf ein Stephanus-Patrozinium. Es handelte sich bei dem Gotteshaus um eine kleine Kapelle. Der Vorgängerbau der heutigen Kirche aus dem 15. Jahrhundert hatte ein Rupert- und Laurentius-Patrozinium. Ersteres verweist auf eine Verbindung mit dem Erzbistum Salzburg. In den 1890er Jahren wurde die alte Kirche abgerissen und durch den Neubau ersetzt, welcher 1906 geweiht wurde. Nach einem Bombentreffer im November 1944 stürzte der Turm  und der hintere Teil des Kirchenschiffs ein. In den ersten Nachkriegsjahren erfolgte der Wiederaufbau nach Plänen von Friedrich Haindl. In den 1980er Jahren wurde die Kirche im Innen- und Außenbereich renoviert. Bei dieser Maßnahme wurden Solnhofer Platten verlegt und eine Friedenssäule südlich der Kirche errichtet.

## Beschreibung
Die neogotische Saalkirche wurde in den Jahren 1895 bis 1897 durch Joseph Elsner senior nach geänderten Plänen des Zimmerermeisters August Mitterer Hemhof erbaut. Sie besteht aus dem Langhaus mit Strebepfeilern an den Außenwänden, dem eingezogenen, dreiseitig geschlossenen Chor im Osten und dem Kirchturm im Westen. In seinem obersten Geschoss steht der Glockenstuhl. Über den Giebeln, an denen die Zifferblätter der Turmuhr angebracht sind, erhebt sich ein spitzer Helm. In einem Vorbau vor dem westlichen Joch befindet sich das Portal. Der Chor ist mit einem Netzgewölbe überspannt. Von Joseph Elsner senior stammen die Altäre und die Kanzel.
Prägnant sind die Metallarbeiten des Bildhauers Josef Hamberger, welcher den Volksaltar, den Ambo und die Sedilien schuf.

## Orgel

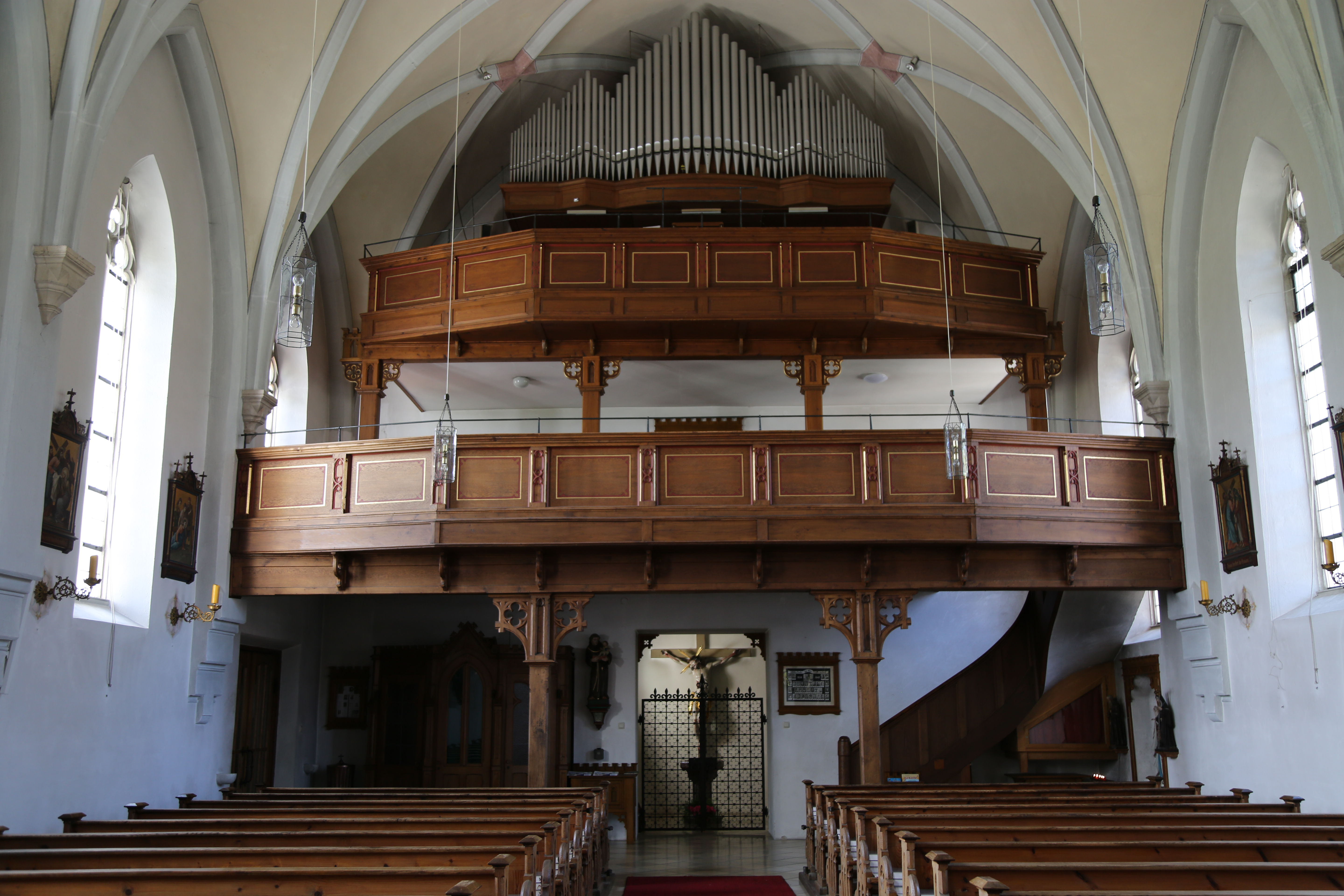
Orgel

Die Orgel mit 15 Registern auf zwei Manualen und Pedal wurde von Max Sax (St. Gregoriuswerk) 1950 erbaut. Die Disposition des pneumatischen Kegelladen-Instruments lautet:
| I Hauptwerk C–g3 |       |
| Principal        | 8′    |
| Gedeckt          | 8′    |
| Dolce            | 8′    |
| Octav            | 4′    |
| Quintflöte       | 2 ⁄3′ |
| Mixtur IV        | 2′    |

| II Schwellwerk |       |
| Konzertflöte   | 8′    |
| Salicional     | 8′    |
| Prästant       | 4′    |
| Traversflöte   | 4′    |
| Blockflöte     | 2′    |
| Cimbel III     | 1 ⁄3′ |

| Pedal C–f1 |     |
| Subbass    | 16′ |
| Zartbass   | 16′ |
| Octavbass  | 08′ |

- Koppeln: Normalkoppeln
- Spielhilfen: freie Kombination, Tutti, Auslöser, Crescendo ab, Pianopedal ab